# Лъдлоу
Лъдлоу (на английски: Ludlow) е малък град в Англия, до Шропшър, на 257 км северозападно от Лондон, покрай границата на Англия с Уелс, в област, известна като Уелските мочурища. Прокрай града тече реката Тийм. Лебеди се плъзгат по водите ѝ, върху които има средновековни мостове, често изобразявани в пейзажите на Джоузеф Търнър. Населението на града е 10 537 жители (2017 г.).

## История
През 1094 г. Лъдлоу преминава под командването на графа на Шрюсбъри, поради близостта му до уелската граница. По-късно тук намират убежище двама млади принцове – синове на Едуард VI, които умират в Тауър, както и Катерина Арагонска.

## Архитектура
Покрай калдъръмените улици се издигат елегантни дървени къщи в стил от епохите на Джордж I – Джордж IV (18 век) и Джеймс I (1603 – 1625).